# Andrea Rolla
Andrea Rolla (Piano di Sorrento, 4 de diciembre de 1983) es un deportista italiano que compitió en natación, especialista en el estilo libre.
Ganó una medalla de plata en el Campeonato Europeo de Natación de 2012 y una medalla de oro en el Campeonato Europeo de Natación en Piscina Corta de 2011. Participó en los Juegos Olímpicos de Londres 2012, ocupando el séptimo lugar en la prueba de 4 × 100 m libre.

## Palmarés internacional
| Campeonato Europeo                  | Campeonato Europeo | Campeonato Europeo | Campeonato Europeo |
| Año                                 | Lugar              | Medalla            | Prueba             |
| ----------------------------------- | ------------------ | ------------------ | ------------------ |
| 2012                                | Debrecen (Hungría) | Medalla de plata   | 4 × 100 m libre    |
| Campeonato Europeo en Piscina Corta |                    |                    |                    |
| Año                                 | Lugar              | Medalla            | Prueba             |
| 2011                                | Szczecin (Polonia) | Medalla de oro     | 4 × 50 m libre     |